# Magda Butrym
Magda Butrym, właśc. Magdalena Aleksandra Butrym (ur. 17 lutego 1985 w Zabrzu) – polska projektantka mody.

## Życiorys
Urodziła i uczyła się w Zabrzu. Po maturze wyjechała na studia do Warszawy. Ukończyła 2-letnią policealną Międzynarodową Szkołę Kostiumografii i Projektowania Ubioru. Mając 20 lat została stylistką w TVP oraz pracowała z Joanną Przetakiewicz w marce „La Mania”. W tym czasie z jej usług korzystała między innymi Beata Sadowska. Za stylizacje Butrym, w 2007 roku Sadowska otrzymała wyróżnienie Neewsweka za najlepiej ubraną kobietę roku. Pierwszą marką, w którą zaangażowała się Butrym, była „Portofino”. Firma powstała w 2009 roku, jednakże została ona szybko zamknięta. 
Swoją obecną markę, „Magda Butrym”, założyła w 2014 roku.
Celebryci, którzy założyli kreacje Butrym, to między innymi: Kim Kardashian, Jennifer Lawrence, Jennifer Lopez, Rihanna, Lady Gaga, Rita Ora, Pamela Anderson, Hailey Bieber, Dakota Johnson, Natalie Portman, Sydney Sweeney, Sophie Turner, Olivia Wilde, Elsa Hosk, Andie McDowell, Dua Lipa oraz Iga Świątek. 
Częstą praktyką wśród projektantów mody jest pożyczanie swoich projektów gwiazdom, by mogły je założyć na czerwone dywany i różne inne wydarzenia, ubrania Magdy Butrym nie są jednak nigdy wypożyczane, co oznacza, że wszystkie osoby, które je noszą, muszą je kupić.
Butrym mówi płynnie po polsku, angielsku oraz niemiecku.
W 2025 roku Magda Butrym przygotowała dla H&M limitowaną kolekcję kapsułową „Femininity in Bloom”, której premiera odbyła się 24 kwietnia na platformie hm.com i w wybranych salonach. Kampania, utrzymana w słowiańskim klimacie, została sfotografowana przez Sama Rocka z modelkami Karoliną Spakowską i Bibi Breslin, prezentując haftowane kwiatowe aplikacje, koronkowe detale oraz rozbudowane fasony na tle miejskich i naturalnych pejzaży. Zestaw dostępny do rozmiaru UK 26 – obejmujący sukienki, płaszcze i biżuterię – szybko się wyprzedał, zdobywając szeroki oddźwięk w międzynarodowych mediach modowych.